# 大神塚古墳

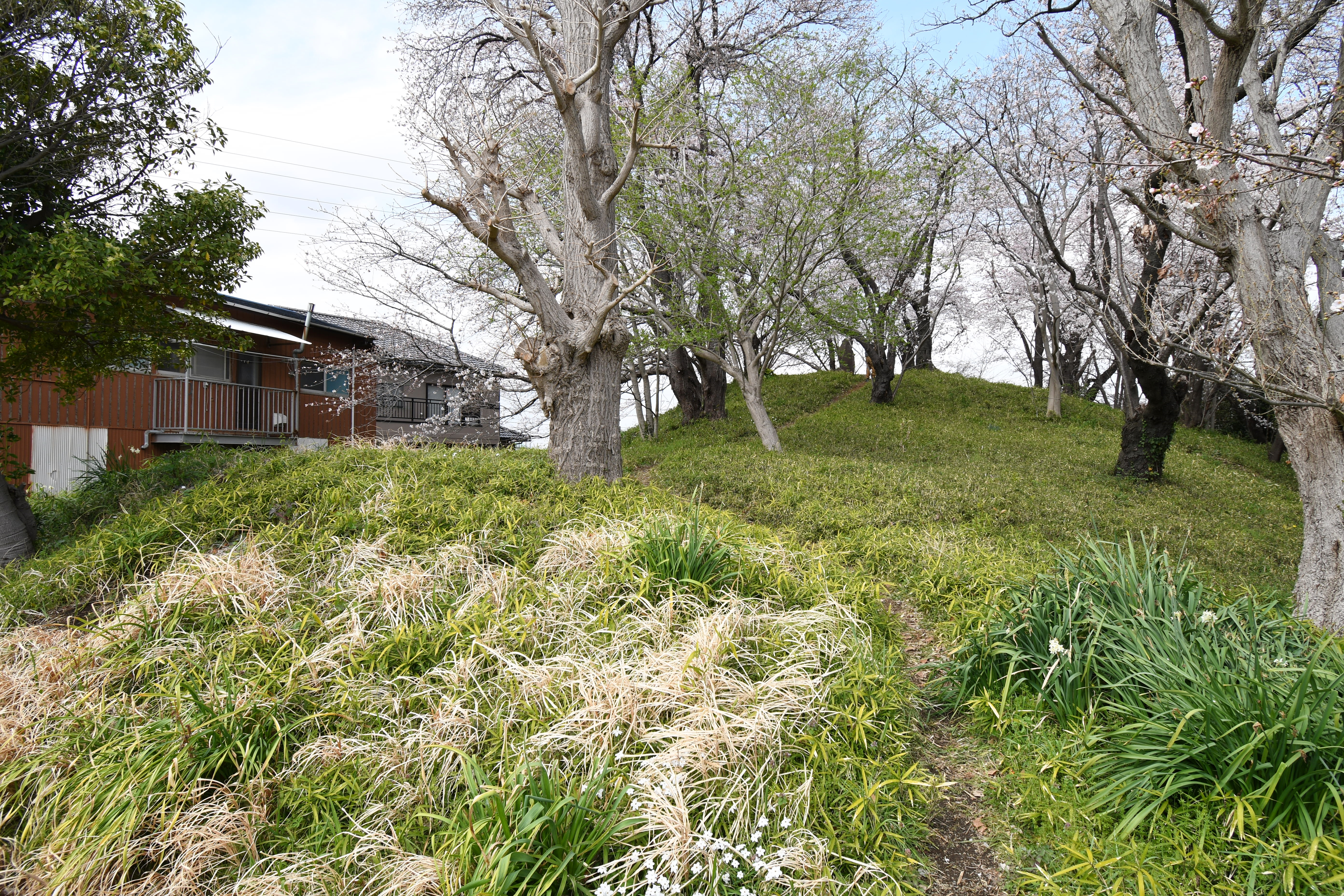
墳丘（左に前方部、右奥に後円部）

大神塚古墳（おおじんづかこふん）または応神塚古墳（おうじんづかこふん）は、神奈川県高座郡寒川町岡田にある古墳。形状は前方後円墳。寒川町指定重要文化財に指定されている。

## 概要
神奈川県中部、相模川東岸の台地先端部に築造された古墳である。現在は安楽寺の裏手に所在し、周辺にはかつて小型古墳5基が分布した（大神塚周辺古墳群、現存1基）。現在までに前方部は大きく削平を受けているほか、1908年（明治41年）に埋葬施設の発掘調査が、近年に墳丘の発掘調査が実施されている。
墳形は前方後円形で、前方部を南西方向に向ける。前方部が削平を受けているため詳らかでないが、現存で墳丘長約51メートル・後円部直径約37.5メートル・後円部高さ約5メートルを測る。埋葬施設は墓壙内の礫槨と推測される。明治期の調査では副葬品として銅鏡・直刀・鉄製品が検出されている。
築造時期は、古墳時代前期の4世紀後半頃と推定される（近年の調査以前は5世紀前半頃の築造と推定）。一帯では大神塚周辺古墳群の盟主墳に位置づけられる。被葬者は明らかでないが、地元では初代相武国造の茅武彦命（かやたけひこのみこと）と伝承される。
古墳域は1987年（平成9年）に寒川町指定重要文化財に指定されている。

## 遺跡歴
- 平安時代後期-鎌倉時代初期、後円部上に経塚の造営[3]。
- 1908年（明治41年）、発掘調査（寒川神社・坪井正五郎、報告なし）。
- 1982年度（昭和57年度）、墳丘測量調査（神奈川県教育委員会）。
- 1987年（平成9年）12月24日、寒川町指定重要文化財に指定[4]。
- 2016年度（平成28年度）、墳丘測量調査（寒川町教育委員会）[2]。
- 2017-2022年度（平成29-令和4年度（予定））、発掘調査（寒川町教育委員会）[2]。

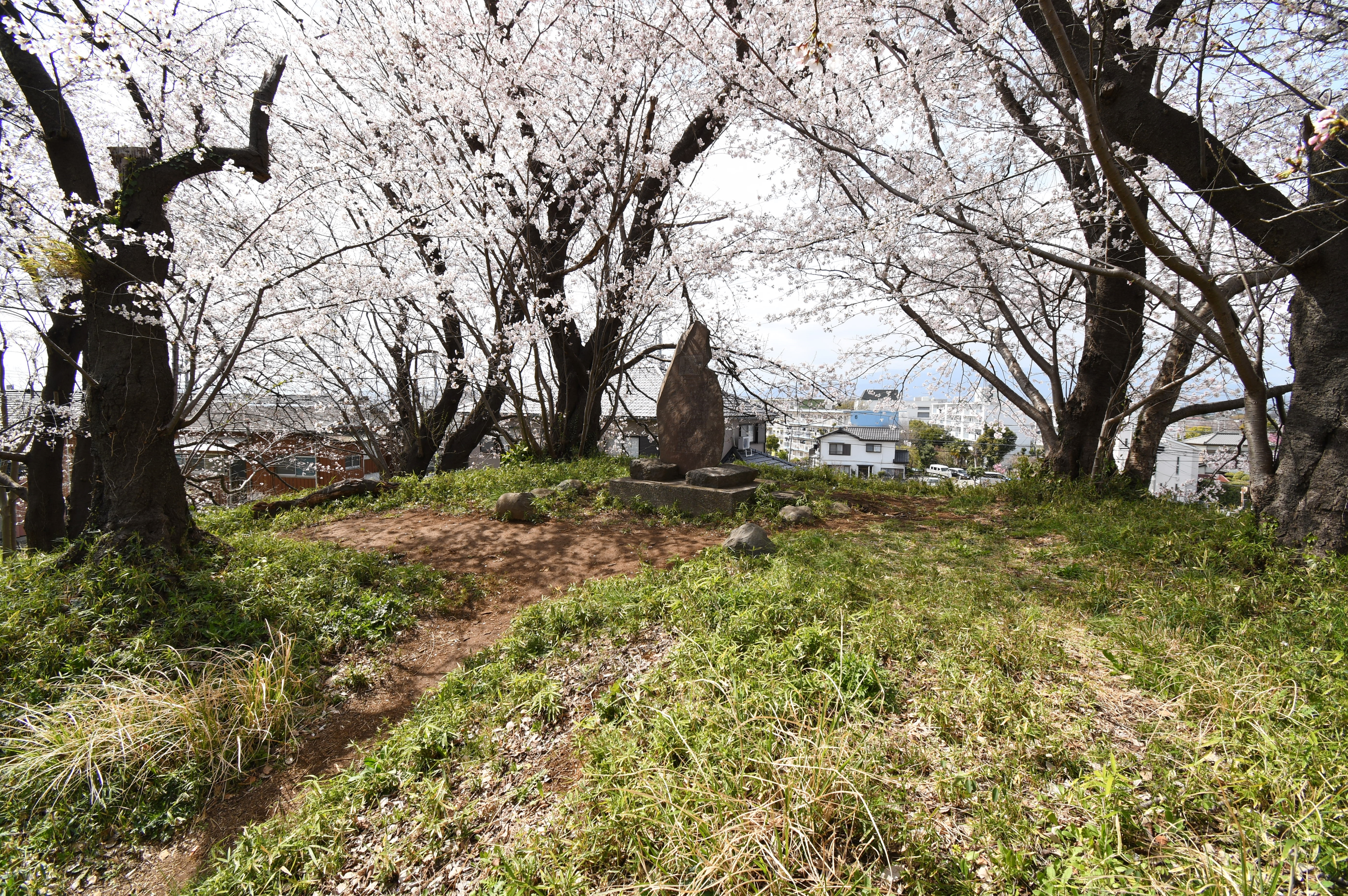
後円部墳頂
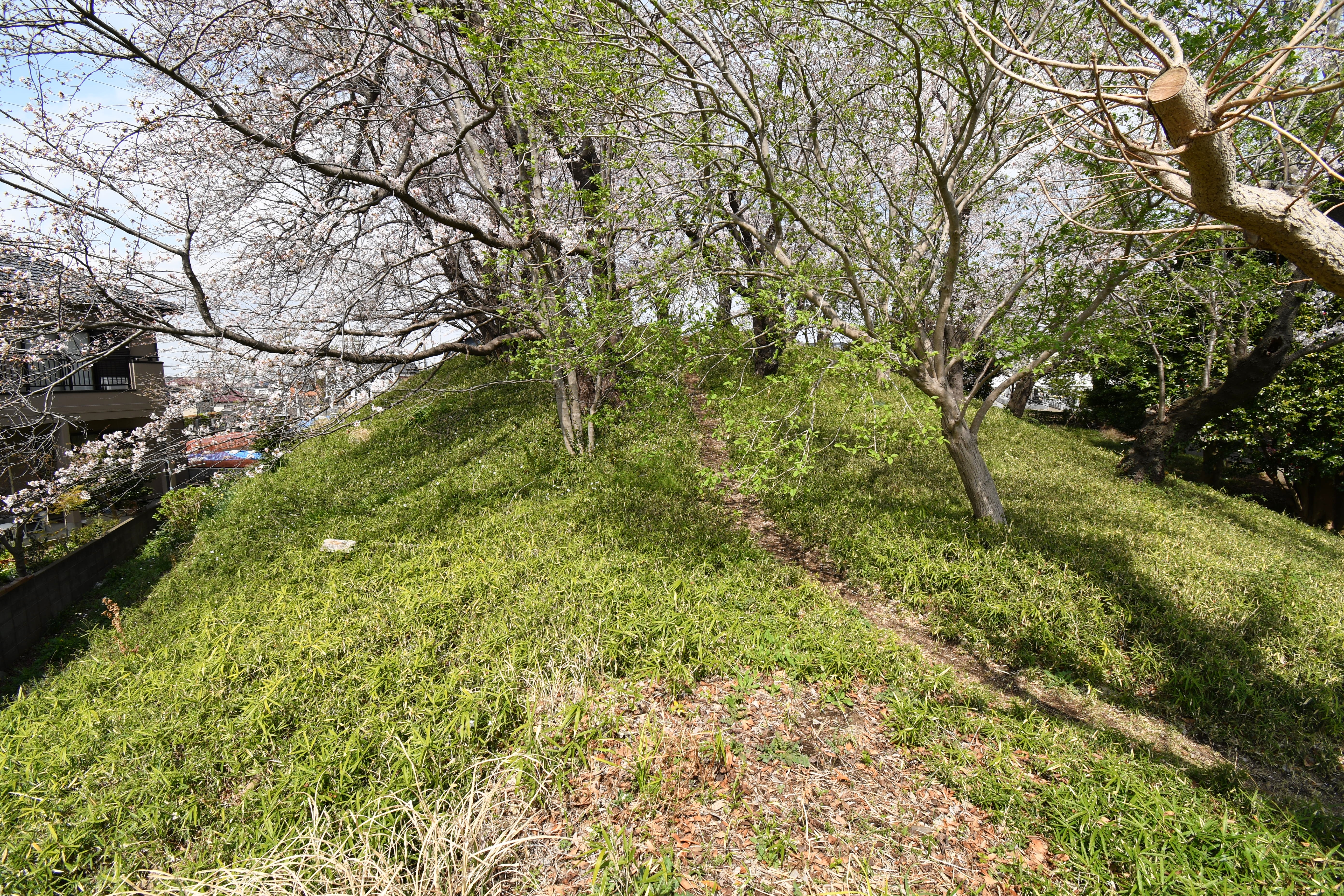
前方部から後円部を望む
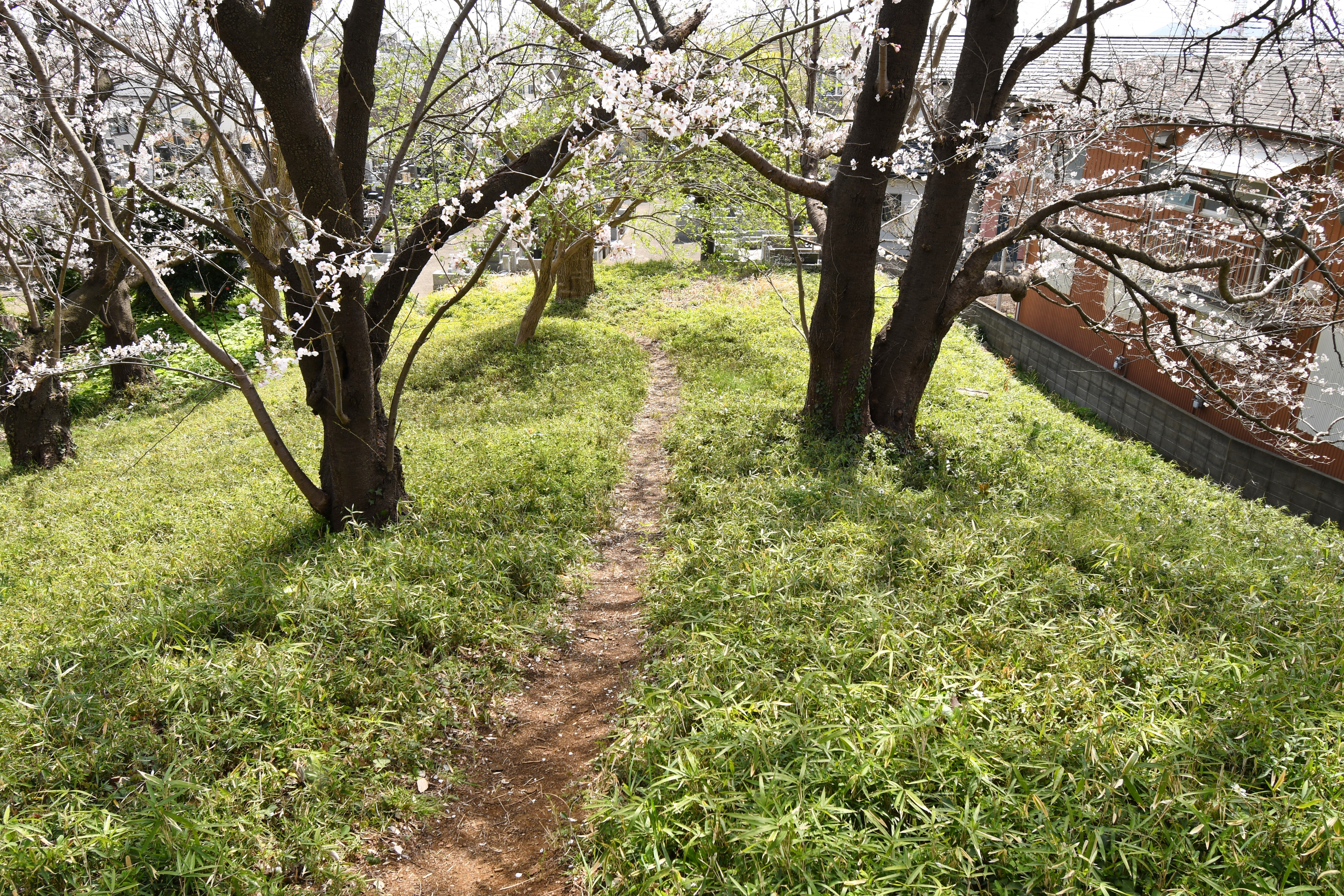
後円部から前方部を望む
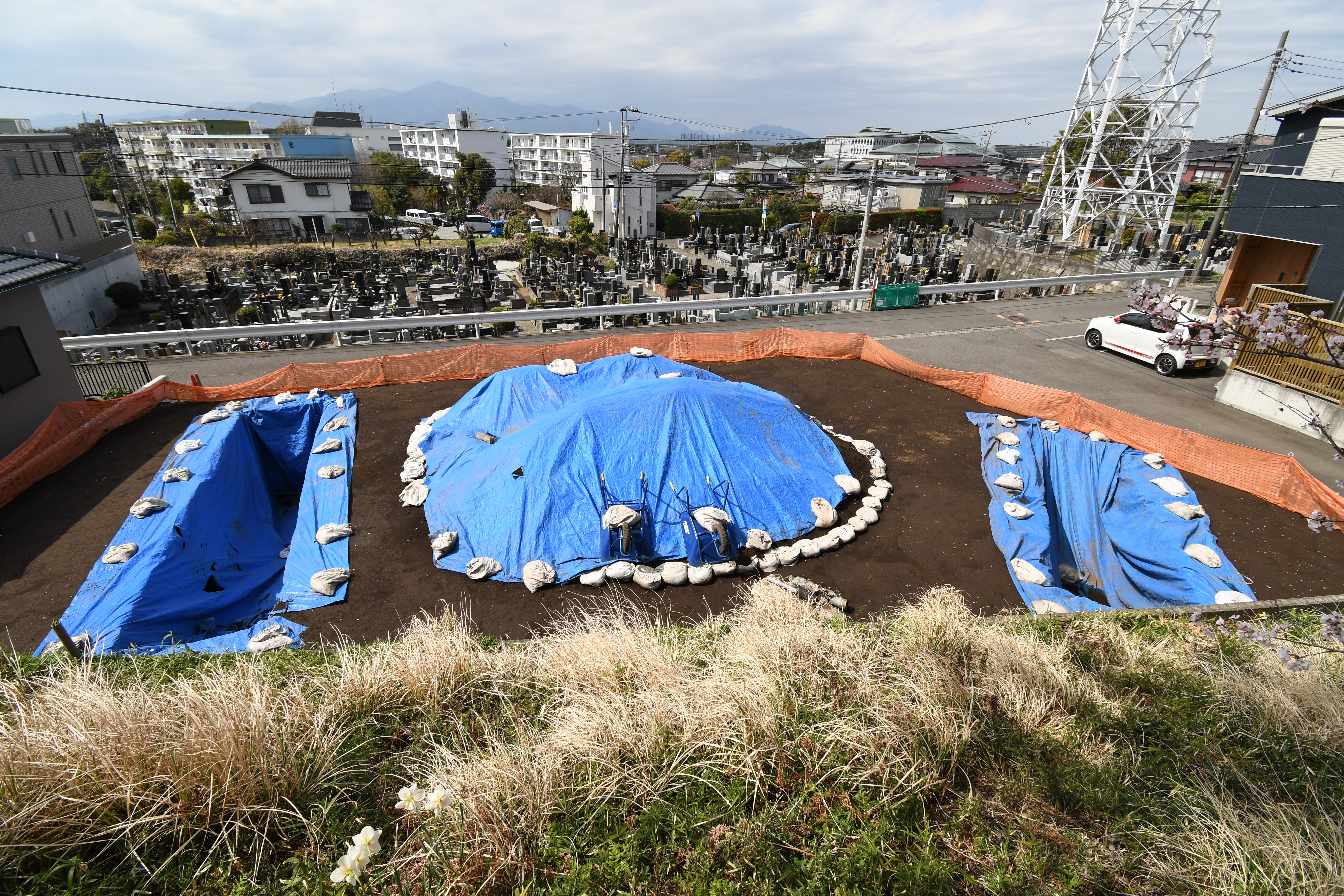
2021年度調査トレンチ
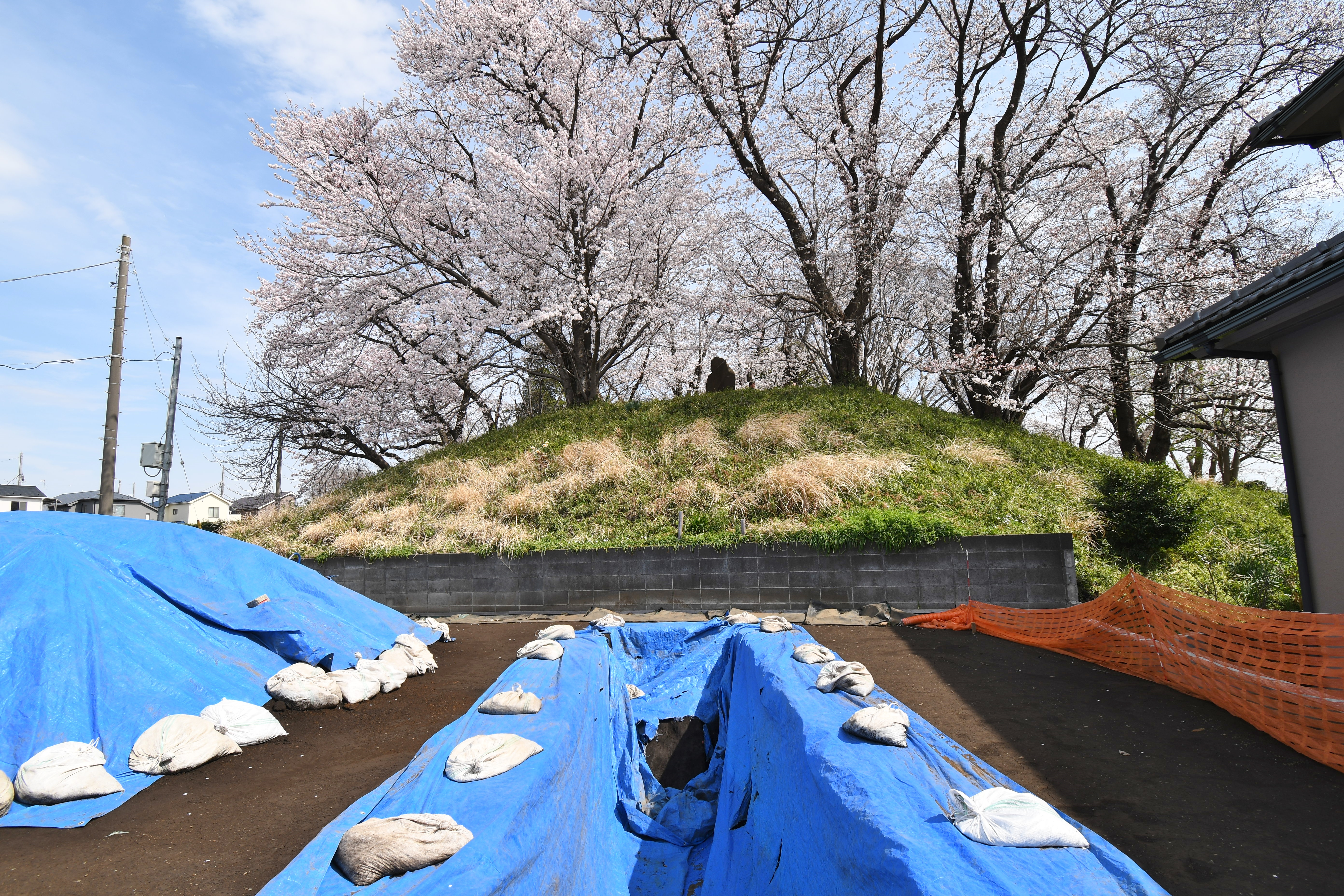
2021年度調査トレンチ トレンチ最奥で墳丘裾部が検出。

## 出土品
1908年（明治41年）の調査で検出された埋葬施設の副葬品は次の通り。
- 銅鏡 1 - 仿製鏡。他に後世に古墳上で営まれた経塚の出土品として和鏡2（囲垣秋草鏡1・菊散双雀鏡1）。
- 直刀
- 鉄製品

寒川神社では、発掘調査時の出土品として和鏡2・仿製鏡1・勾玉4・切子玉5・管玉2・小玉11・金環6・鉄鏃12以上・直刀ほか鉄製品などが伝世されており（後述の大神塚周辺古墳群出土品を含む）、方徳資料館で保管・展示されている。

## 大神塚周辺古墳群
大神塚古墳の周辺には、小型古墳5基（大神塚周辺古墳群）が分布する。そのうち3基は1908年（明治41年）・1972年（昭和47年）に発掘調査が、残り2基は寒川駅北口土地区画整理事業に伴い2005-2011年（平成17-23年）に「岡田西河内遺跡」として発掘調査が実施されている。そのうちの1基は「大塚古墳公園」として整備され、石室が保存されている。
本古墳群からは石室が検出されたほか、耳環・切子玉・鏃等の鉄製品が出土している。築造時期は6世紀末から7世紀前半頃と推定される。周辺古墳群の時期は大神塚古墳と大きな隔たりがあるが、これは大神塚古墳の周辺が古墳時代を通じて首長の墓域と認識される特別な地域であったからと推測される。

## 寒川神社との関係
大神塚は古来より寒川神社と深い関係があり、「寒川神社由緒古墳」として伝えられていた。そのため、1908年（明治41年）の発掘調査は当時の寒川神社宮司の菟田茂丸（うだいかしまろ）の発願で始められた（高橋清次郎という村民が所有地の開墾時に、大神塚周辺の古墳付近で3個の勾玉が見つかり、これを当時の寒川村長の北野与吉が菟田宮司に見せたことが端緒となり発掘調査を決断）。調査は日本初の人類学者である東京帝国大学教授の坪井正五郎が発掘調査を担当した。当時、古墳を発掘調査することは大変珍しく、横浜貿易新報によりその様子が詳報されている。
寒川地域では、寒川神社は国造の祖先を祀る神社としても伝わっており、大神塚は相模川流域を初めて開拓した初代相武国造の茅武彦命を、後世に後裔が追慕するために築造したとされていた。この伝承を記す史料としては、1841年（天保12年）成立の『新編相模国風土記稿』、『鷹倉社寺考（たかくらしゃじこう）』（1659年（万治2年）頃から寒川神社神主の金子伊予守が編著）の2点が知られる。
このように、当時には蓮華座に「傳聞相州一宮寒川大明神碑先生（先王）之御廟窟也」と彫られた大日如来像が塚の上にあったことが知られる。
また、明治の発掘調査時には、安楽寺末寺の南泉寺（寒川町一之宮地区）の古書類から、貞享3年（1686年）の安楽寺梵鐘の銘文の写しが発見されている。
すなわち安楽寺は「寒川大明神者」（寒川神社）の別当寺として創建され、古代に扣卒（控えの兵士）が築いた塚に、神躰依（寒川大明神の御神体）が宿り、此院（安楽寺）が建てた石碑がある大神塚が聖跡であるとする。
なお、大神塚が「応神塚」とも称されるようになったのは、鎌倉幕府が武家の守護神として応神天皇を信仰し、中世以降の寒川神社の祭神にも応神天皇が加えられたためと考えられている。明治の発掘調査時の頃には、「車塚」や「ひょうたん塚」とも称されたほか、寒川神社の霊魂（神霊）が祀られるとの伝承が残っていた。また、1931年（昭和6年）に制作された『寒川音頭』の第14番の歌詞には「国造 應神塚に 置いた薄霜 ほのりと消えりゃ」とあり、当時の人々が大神塚を国造の墓陵として認識していたことが窺える。

## 文化財

### 寒川町指定文化財
- 重要文化財
  - 大（応）神塚 - 1987年（平成9年）12月24日指定（寒川町指定重要文化財第19号）[4]。

## 関連施設
- 寒川神社方徳資料館（寒川町宮山、神嶽山神苑内） - 大神塚古墳・大神塚周辺古墳群の出土品を保管。